# De ringen van Jupiter
De ringen van Jupiter is een  stripverhaal uit de reeks van Jerom.

## Locaties
- huis en laboratorium van professor Barabas, huis van tante Sidonia

## Personages
- Jerom, professor Barabas, tante Sidonia, Sylvia (secretaresse van professor Barabas), wezentjes van Jupiter

## Het verhaal
Professor Barabas probeert al een hele poos contact te maken met de planeet Jupiter. Opeens krijgt hij een teken van leven. Jerom en tante Sidonia rijden naar de professor zodra ze het nieuws hebben gehoord. Onderweg zien ze een ruimteschip en ontdekken dat het laboratorium van professor Barabas is verdwenen. Het huis van professor Barabas is er nog wel. Dan valt het ruimteschip aan en Jerom struikelt over het laboratorium. Tante Sidonia ziet dat ook professor Barabas en Sylvia in het laboratorium aanwezig zijn, alles is verkleind. Tante Sidonia en Jerom proberen aan het ruimteschip te ontkomen, maar worden geraakt door een straal en worden ook verkleind. Een gevecht met de wezentjes van Jupiter, die in ringen zitten die kunnen schieten, vliegen en dingen laten verkleinen, begint in het huis van de professor. 
Het lukt Jerom om een wezentje bewusteloos te slaan en ze nemen dit wezentje gevangen. De andere wezentjes willen hun soortgenoot bevrijden en horen dat ze dan terug moeten gaan naar hun eigen planeet. Dan vertellen ze dat ze op weg naar de aarde zijn gestuurd, om al het gras in te nemen. Jerom geeft de wezentjes dan een zak graszaad en ze vliegen naar huis.